# Mekmen Ben Amar
Mekmen Ben Amar (em árabe: بلدية مكمن بن عمار) é uma comuna localizada na província de Naâma, Argélia. De acordo com o censo de 2008, a população total da cidade era de 5 613 habitantes.